# Adam Innes
Pas d'image ? Cliquez ici

a Compétitions nationales et continentales officielles uniquement.

b Matchs officiels uniquement.
Adam Innes, né le 3 août 1981, est un joueur australien de rugby à XIII français reconverti entraîneur-adjoint.
En tant que joueur, il pouvait évoluer au poste d'arrière ou de centre. Il fait sa formation au sein du club australien de Manly-Warringah Sea Eagles. Il ne dispute aucun match en National Rugby League et décide de s'exiler en France pour poursuivre sa carrière. Il joue de longues anées à Saint-Gaudens avec un titre de Championnat de France en 2005, Limoux avec lequel il dispute une finale de Coupe de France en 2010 et la clôt à Toulouse. Parallèlement, il est appelé à plusieurs reprises en équipe de France avec laquelle il remporte la Coupe d'Europe des nations en 2005. 
Après sa carrière, il intègre le staff de Toulouse en tant qu'entraîneur-adjoint aux côtés de Sylvain Houlès.

## Palmarès

### En tant que joueur
- Collectif : 
  - Vainqueur de la Coupe d'Europe des nations : 2005 (France).
  - Vainqueur du Championnat de France : 2005 (Saint-Gaudens).
  - Finaliste du Championnat de France : 2003 (Saint-Gaudens).
  - Finaliste de la Coupe de France : 2010 (Limoux).